# Vendramino Bariviera
Vendramino Bariviera (25 de outubro de 1937 — 23 de novembro de 2001) foi um ciclista italiano que participava em competições de ciclismo de estrada e pista. Profissional de 1961 a 1967, conta a vitória de seis etapas do Giro d'Italia. Nos Jogos Olímpicos de 1960 em Roma, competiu na prova de estrada individual, no entanto ele não terminou a corrida.